# 게이브리얼 아그본라호
게이브리얼 이뮤티니언 아그본라호(Gabriel Imuetinyan Agbonlahor, 1986년 10월 13일, 잉글랜드 에딩턴 ~ )는 잉글랜드의 전 축구 선수로, 그는 부모로부터 나이지리아 혈통과 스코틀랜드 혈통을 물려받았다.

## 클럽 경력
애스턴 빌라 유스 아카데미의 걸작인 아그본라호는 2002-03 시즌, 애스턴 빌라 유스팀에서 첫 시즌을 보냈으며, 18번의 경기에 출장해 9골을 넣으며 인상적인 활약을 보여주었다.
다음 시즌인 03-04 시즌에는 29경기에 출전해 35골을 넣었는데, 이 기록은 다리우스 바셀이 97-98 시즌에 기록한 38골과 대등한 것이었다. 그는 또한, 2005년, 오스트레일리아의 애들레이드에서 열린 U-20 국제 축구 대회에서 애스턴 빌라 유스팀의 일원으로서 인상적인 활약을 펼쳤다. 아그본라호르는 개막전에서 오스트레일리아의 AIS를 상대로 골을 넣었고, 세리에 A의 AC 밀란과 2-2로 무승부를 기록한 경기에서도 골을 넣었다.
그는 2005년 10월, 셰필드 웬즈데이에서의 2개월간의 임대 생활을 마치고 팀으로 돌아왔다. 아그본라호는 2006년 3월 18일, 구디슨 파크에서 열린 에버턴과의 경기에서 자신의 애스턴 빌라에서의 데뷔전과 동시에 데뷔골을 성공시켰지만, 팀은 4-1로 크게 졌다. 그 후 4월 16일, 아그본라호는 버밍엄 시티와의 경기에서도 교체 출전하였고, 9월 30일에는 프리미어리그 우승 경력을 가지고 있는 첼시와의 경기에서 리암 릿지웰이 올린 크로스를 받아 멋진 헤딩으로 동점골을 성공시켰다. 그러나, 팀은 힘겹게 1-1로 비기고 말았다.
아그본라호는 2007년 2월 10일, 레딩을 상대로 2-0으로 이긴 경기에서 파트릭 베르거와 교체되기 전까지, 프리미어리그 2006-07 시즌 애스턴 빌라의 모든 경기에 출전하였다.

## 국가대표 경력
그는 2006년 9월, 나이지리아 U-20 대표팀의 일원으로 르완다와의 경기에 나섰지만, 미래에는 잉글랜드를 위해 뛰겠다고 말하였다.
2006년 6월 28일에는 처음으로 잉글랜드 U-21 대표팀에 발탁되었고, 그 해 10월 6일에는 독일 U-21 대표팀과의 경기에서 교체 출장하면서 첫 경기를 치렀다.
그러나, 아그본라호가 스페인의 잉글랜드 U-21 대표팀 캠프에서 이탈하자, 스튜어트 피어스 감독은 그를 잉글랜드의 U-21 챔피언십 선수 명단에서 제외시켰으며, 데이비드 벤틀리가 그를 대신할 선수로 발탁되었다.
아그본라호는 2007년 9월, 스튜어트 피어스 감독에 의해 다시 부름을 받았으며, 그는 몬테네그로 U-21 대표팀을 상대로 골을 넣었다. 또한, 2월 1일에는 파비오 카펠로 감독의 잉글랜드 축구 국가대표팀 선수 명단에 포함되었다. 그 후, 그는 미국과 트리니다드 토바고와의 경기에서도 교체 출장하며, 경기 수를 늘려나갔다.
성인 국가대표팀에는 2008년 11월 독일과의 A매치에 선발 출장하여 공식적인 데뷔전을 가졌다.